# Норвежский банк
Норвежский банк (норв. Norges Bank) — центральный банк Норвегии.

## История
В 1695 году выпущены первые норвежские банкноты, право выпуска которых было дано королём торговцу из Бергена Йоргену Тормёлену, впоследствии обанкротившемуся. Эти банкноты являлись законным платёжным средством на небольшой части территории Норвегии.
В 1736 году основан Датско-Норвежский ассигнационно-вексельный банк (Assignations-, Vexel- og Laanebanken), называвшийся также Курантбанк (Courantbanken) — частный банк под королевским контролем, получивший право выпуска банкнот. В 1745 году банк прекратил размен банкнот на серебро.
В 1791 году основан Датско-Норвежский спесиебанк (Den Danske og Norske Speciebank), в Норвегии открыты три его отделения.
5 января 1813 году создан Риксбанк (Rigsbanken), получивший право выпуска банкнот.
14 июня 1816 года принят акт парламента о создании Норвежского банка. Банк начал операции в январе 1817 года.
С 1940 Норвежский банк находился в эмиграции в Лондоне, золотой запас был вывезен в Великобританию, США и Канаду. Отделения банка на территории Норвегии работали под контролем оккупационных властей.
В 1949 году Норвежский банк преобразован в компанию с ограниченной ответственностью.

## Управление
Управляется Наблюдательным советом (Representantskapet), избираемым парламентом и Главным правлением (Hovedstyret), назначаемым королём.